# Catholic School Girls Rule
Catholic School Girls Rule – piosenka amerykańskiego zespołu rockowego Red Hot Chili Peppers.
Pochodzi z ich wydanego w 1985 roku albumu, Freaky Styley; jest na nim jedenastym utworem. Piosenka została także wydana jako singel.